# Spilopteron apicale
Spilopteron apicale là một loài tò vò trong họ Ichneumonidae.